# Wąsalik
Wąsalik (Buccanodon duchaillui) – gatunek małego ptaka z podrodziny wąsali (Lybiinae) w rodzinie tukanowatych (Ramphastidae). Zasiedla wschodnią, centralną i zachodnią część Afryki. Nie jest zagrożony.

## Systematyka
Jedyny przedstawiciel rodzaju Buccanodon. W 2019 roku zachodnie populacje, różniące się od pozostałych głosem, opisano jako nowy gatunek Buccanodon dowsetti Boesman & Collar, 2019 (wąsalik gwinejski). Odrębność tego taksonu wymaga dalszych badań, został on np. zaakceptowany przez IUCN, ale inni autorzy zwykle traktują go jako podgatunek wąsalika – w takim ujęciu systematycznym wyróżnia się dwa podgatunki B. duchaillui:
- B. d. dowsetti Boesman & Collar, 2019 – wąsalik gwinejski
- B. d. duchaillui (Cassin, 1855) – wąsalik żółtoplamy

## Morfologia
Długość ciała wynosi 15,5–17 cm, w tym dzioba 13,8–17,3 mm i ogona 35–50 mm. Skrzydło mierzy 72–84 mm, skok 18–21,9 mm. Masa ciała 30–50 g.
Dziób czarny. Czoło i wierzch głowy czerwone. Od czerwonej czapeczki aż do karku biegnie żółtawy pas. Pozostała część głowy, kark, gardło i pierś czarne. Pióra na spodzie ciała i po jego bokach czarne z żółtym paskiem na końcu. Pokrywy skrzydłowe czarne z żółtą kropką na końcu, zaś lotki czarne z żółtym obrzeżeniem. Sterówki czarne, stopy szare.

## Zasięg występowania
Zasięg występowania rozciąga się od Sierra Leone (z wyjątkiem północnej części) poprzez Wybrzeże Kości Słoniowej do południowej Ghany, a także od południowej Nigerii do zachodniej Kenii, północno-zachodniej Tanzanii i środkowej Demokratycznej Republiki Konga.
Poszczególne podgatunki występują:
- B. d. dowsetti – od Sierra Leone do Ghany (być może do Togo[6]);
- B. d. duchaillui – od południowo-zachodniej Nigerii na wschód do zachodniej Kenii i północno-zachodniej Tanzanii, na południe do Kabindy (północna Angola) i środkowej Demokratycznej Republiki Konga.

## Biotop
Zasiedla lasy z owocującymi drzewami, a także plantacje.

## Behawior
W przypadku dużej ilości owoców na jednym drzewie może przebywać do 12 osobników, jednakże przeważnie żeruje samotnie. Zazwyczaj przebywa na wysokości 8–30 m, jednak niekiedy schodzi na tyle nisko, że daje się go złapać w sieci służące do łapania ptaków. Owoce połykane są w całości, zjada ich około 3 na minutę. Preferuje te z roślin z rodzajów Heisteria (przemierżlowate), Allophyllus (mydleńcowate) oraz Musanga (pokrzywowate). W trakcie żerowania często jest atakowany przez większe wąsale, jak na przykład łysonia siwogłowego (Gymnobucco bonapartei). W miejscu żerowania obserwowano również kosmatki (Tricholaema hirsuta), jednak nie wchodziły w interakcje z wąsalikami.

## Lęgi
Rozmiar terytorium wynosi do 10 ha, opuszcza je tylko w celu zdobycia pożywienia. W razie potrzeby skłonny do walki. Mimo zebranych piskląt, brak szczegółowych danych na temat gniazd i jaj. Jedno gniazdo mieściło się na drzewie 15 m nad ziemią.

## Status
Międzynarodowa Unia Ochrony Przyrody (IUCN) uznaje wąsalika za gatunek najmniejszej troski (LC – Least Concern). Liczebność populacji nie została oszacowana, ale ptak ten opisywany jest jako dość pospolity do niezbyt pospolitego. Globalny trend liczebności populacji uznawany jest za spadkowy ze względu na utratę siedlisk. Od 2020 roku IUCN traktuje zachodnią część populacji jako odrębny gatunek Buccanodon dowsetti (wąsalik gwinejski). Jego liczebność nie została oszacowana, ale uznawany jest on za ptaka dość pospolitego; trend liczebności populacji również uznawany jest za spadkowy.

## W kulturze człowieka
W roku 1997 w Liberii ukazał się znaczek przedstawiający ten gatunek o wartości 75 centów liberyjskich.